# Pedro Afonso Rezende
Pedro Afonso Rezende (sinh ngày 24 tháng 8 năm 1996), thường được biết đến với biệt hiệu rezendeevil, là một nhân vật YouTube, và diễn viên người Brasil. Anh là chủ sở hữu của cả hai kênh "rezendeevil" và "Rezendeevil Minecraft". Kênh chính của anh, rezendeevil, đang có 19.1 triệu lượt đăng ký và đang đứng thứ 44 trong số những kênh được đăng ký nhiều nhất YouTube.

## Sự nghiệp

### YouTube
Pedro Afonso Rezende đã tạo kênh "rezendeevil" vào ngày 12 tháng 2 năm 2012. Vào ngày 9 tháng 11 năm 2012, anh đã đăng tải video đầu tiên của mình, có tên là Mo Creatures #1 "Ilha Boa e Creeper Brabo".
Này 24 tháng 5 năm 2017, Rezende đã tạo kênh "Rezendeevil Minecraft". Video đầu tiên của kênh là REZENDEEVIL MINECRAFT!! (PRIMEIRO VÍDEO DO CANAL), đã ra vào ngày 22 tháng 6 năm 2017.
Tính đến Tháng 9 năm 2018, kênh "rezendeevil" đang có 19.1 triệu lượt đăng ký với hơn 6.6 tỷ lượt xem. Còn kênh "Rezendeevil Minecraft" đang có 1.2 triệu lượt đăng ký với hơn 53.2 triệu lượt xem.

## Giải thưởng và đề cử

### Đoạt giải
- Nickelodeon Brazil Kids' Choice Award - Gamer of the Year (2016)

### Đề cử
- Nickelodeon Brazil Kids' Choice Award - Favorite Youtube Channel (2018)